# Aspasia silvana
Aspasia silvana là một loài lan đặc hữu của vùng núo miền đông Brasil từ Rio de Janeiro đến Bahia.

## Hình ảnh

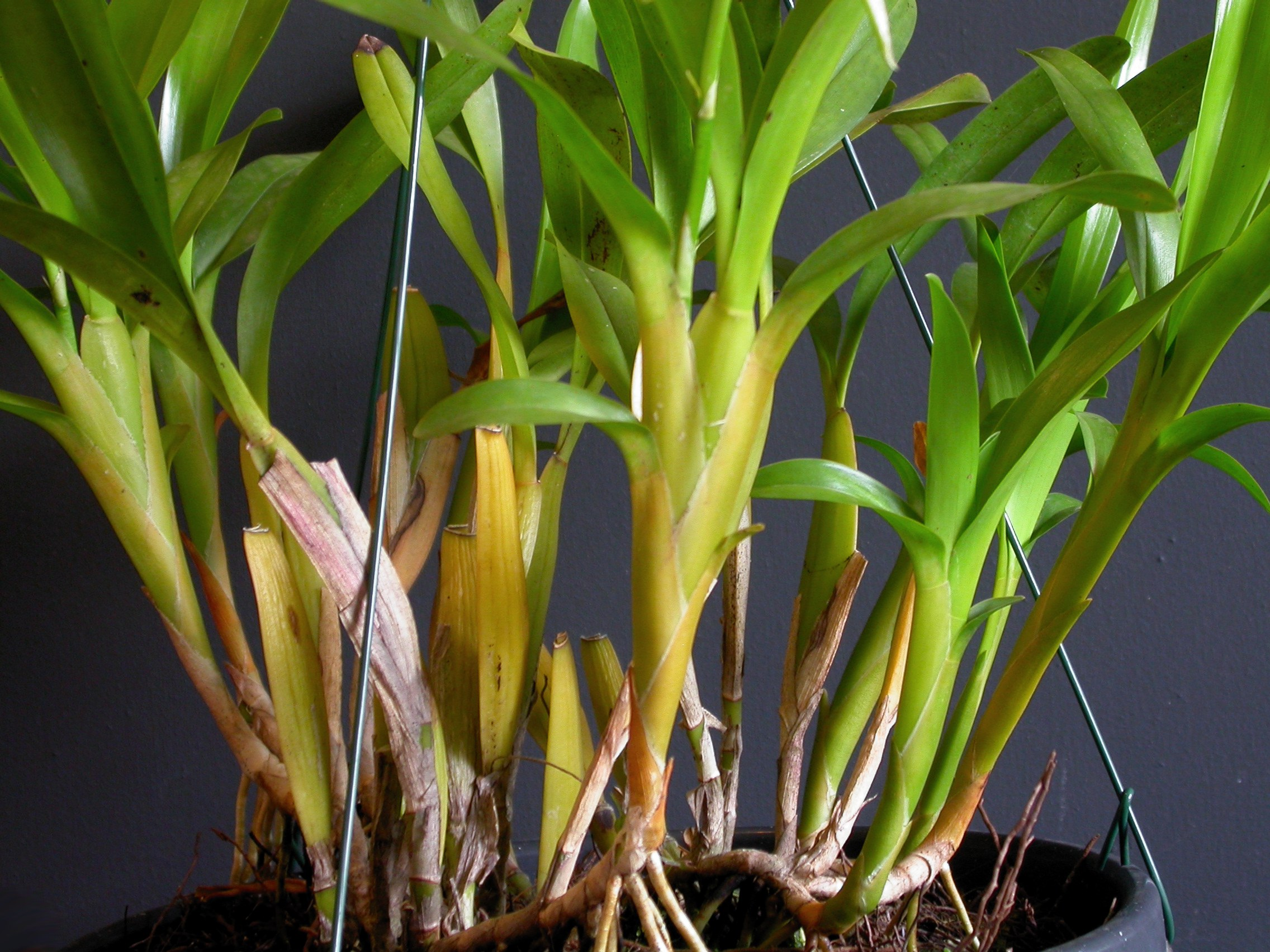